# Villiers (Viena)
Villiers és un municipi francès situat al departament de la Viena i a la regió de la Nova Aquitània. L'any 2007 tenia 808 habitants.

## Demografia

### Població
El 2007 la població de fet de Villiers era de 808 persones. Hi havia 295 famílies de les quals 46 eren unipersonals (25 homes vivint sols i 21 dones vivint soles), 91 parelles sense fills, 137 parelles amb fills i 21 famílies monoparentals amb fills.
La població ha evolucionat segons el següent gràfic:
Habitants censats

### Habitatges
El 2007 hi havia 310 habitatges, 294 eren l'habitatge principal de la família, 8 eren segones residències i 7 estaven desocupats. 305 eren cases i 5 eren apartaments. Dels 294 habitatges principals, 234 estaven ocupats pels seus propietaris, 55 estaven llogats i ocupats pels llogaters i 5 estaven cedits a títol gratuït; 6 tenien dues cambres, 32 en tenien tres, 80 en tenien quatre i 176 en tenien cinc o més. 258 habitatges disposaven pel capbaix d'una plaça de pàrquing. A 90 habitatges hi havia un automòbil i a 185 n'hi havia dos o més.

### Piràmide de població
La piràmide de població per edats i sexe el 2009 era:
| Homes | Edats   | Dones |
| ----- | ------- | ----- |
| 0     | 95 o +  | 0     |
| 8     | 90 a 94 | 0     |
| 0     | 85 a 89 | 4     |
| 0     | 80 a 84 | 0     |
| 8     | 75 a 79 | 0     |
| 8     | 70 a 74 | 4     |
| 12    | 65 a 69 | 12    |
| 12    | 60 a 64 | 16    |
| 8     | 55 a 59 | 8     |
| 16    | 50 a 54 | 16    |
| 32    | 45 a 49 | 20    |
| 16    | 40 a 44 | 24    |
| 28    | 35 a 39 | 36    |
| 32    | 30 a 34 | 16    |
| 36    | 25 a 29 | 52    |
| 16    | 20 a 24 | 16    |
| 8     | 15 a 19 | 24    |
| 8     | 10 a 14 | 36    |
| 32    | 5 a 9   | 28    |
| 24    | 0 a 4   | 40    |

## Economia
El 2007 la població en edat de treballar era de 516 persones, 425 eren actives i 91 eren inactives. De les 425 persones actives 402 estaven ocupades (208 homes i 194 dones) i 22 estaven aturades (10 homes i 12 dones). De les 91 persones inactives 32 estaven jubilades, 40 estaven estudiant i 19 estaven classificades com a «altres inactius».

### Ingressos
El 2009 a Villiers hi havia 299 unitats fiscals que integraven 834 persones, la mediana anual d'ingressos fiscals per persona era de 18.033 €.

### Activitats econòmiques
Dels 19 establiments que hi havia el 2007, 1 era d'una empresa de fabricació d'elements pel transport, 1 d'una empresa de fabricació d'altres productes industrials, 6 d'empreses de construcció, 2 d'empreses de comerç i reparació d'automòbils, 3 d'empreses de transport, 1 d'una empresa d'hostatgeria i restauració, 1 d'una empresa financera, 2 d'empreses immobiliàries i 2 d'empreses de serveis.
Dels 7 establiments de servei als particulars que hi havia el 2009, 1 era una oficina de correu, 1 taller d'inspecció tècnica de vehicles, 3 guixaires pintors, 1 fusteria i 1 electricista.
L'any 2000 a Villiers hi havia 11 explotacions agrícoles que ocupaven un total de 552 hectàrees.

## Equipaments sanitaris i escolars
El 2009 hi havia una escola elemental.

## Poblacions més properes
El següent diagrama mostra les poblacions més properes.